# Marquesado de Lamiaco
El marquesado de Lamiaco es un título nobiliario español creado por el rey Alfonso XIII en favor de Eduardo Coste y de Vildósola, presidente de la Junta de Obras Públicas de Bilbao, mediante real decreto del 3 de noviembre de 1902 y despacho expedido el 18 de diciembre del mismo año. Fue rehabilitado por el rey Juan Carlos I en 1997 y concedido a Eduardo de Aznar y Sáinz-Aguirre.
Su denominación hace referencia al barrio de Lamiaco, en el municipio español de Lejona, provincia de Vizcaya.

## Marqueses de Lamiaco
|                                  | Titular                          | Periodo                   |
| Creación por Alfonso XIII        | Creación por Alfonso XIII        | Creación por Alfonso XIII |
| -------------------------------- | -------------------------------- | ------------------------- |
| I                                | Eduardo de Coste y de Vildósola  | 1902-1914                 |
| II                               | Ramón de Coste y Acha            | 1914-1978                 |
| III                              | Eduardo de Aznar y Coste         | 1978-1981                 |
| Rehabilitación por Juan Carlos I |                                  |                           |
| IV                               | Eduardo de Aznar y Sáinz-Aguirre | 1997-2024                 |

## Historia de los marqueses de Lamiaco
- Eduardo de Coste y de Vildósola, I marqués de Lamiaco.[1]

Casó con Dolores de Aguirre y Labroche. El 15 de junio de 1914 le sucedió su nieto, hijo de Ramón de Coste y Aguirre y Dolores de Acha y Garamendi (con quien contrajo matrimonio en segundas nupcias):
- Ramón de Coste y Acha (m. Arenas, 15 de junio de 1976), II marqués de Lamiaco, mayordomo de semana del rey Alfonso XIII.[1]

Casó con María de la Concepción de Echevarría y Victoria de Lecea. El 7 de julio de 1979, previa orden del 5 de mayo de 1978 para que se expida la correspondiente carta de sucesión (BOE del 14 de junio), le sucedió su sobrino nieto, hijo de José Luis Aznar Zabala y Encarnación de Coste y Acha:
- Eduardo Aznar y Coste (m. Madrid, 20 de noviembre de 1981), III marqués de Lamiaco.[5]

Casó con María Dolores Sainz de Piñera. El 23 de octubre de 1997 le sucedió, por rehabilitación aprobada en real decreto del 19 de septiembre del mismo año (BOE del 7 de octubre), su hijo:
- Eduardo de Aznar y Sáinz-Aguirre (Madrid, 1943-28 de marzo de 2024),[7] IV marqués de Lamiaco.[3]

Casó con Begoña del Valle Iturriaga. Su hija, Amaya-Macarena Aznar del Valle-Iturriaga, ha solicitado la sucesión en el marquesado.